# Fil-à-Fil

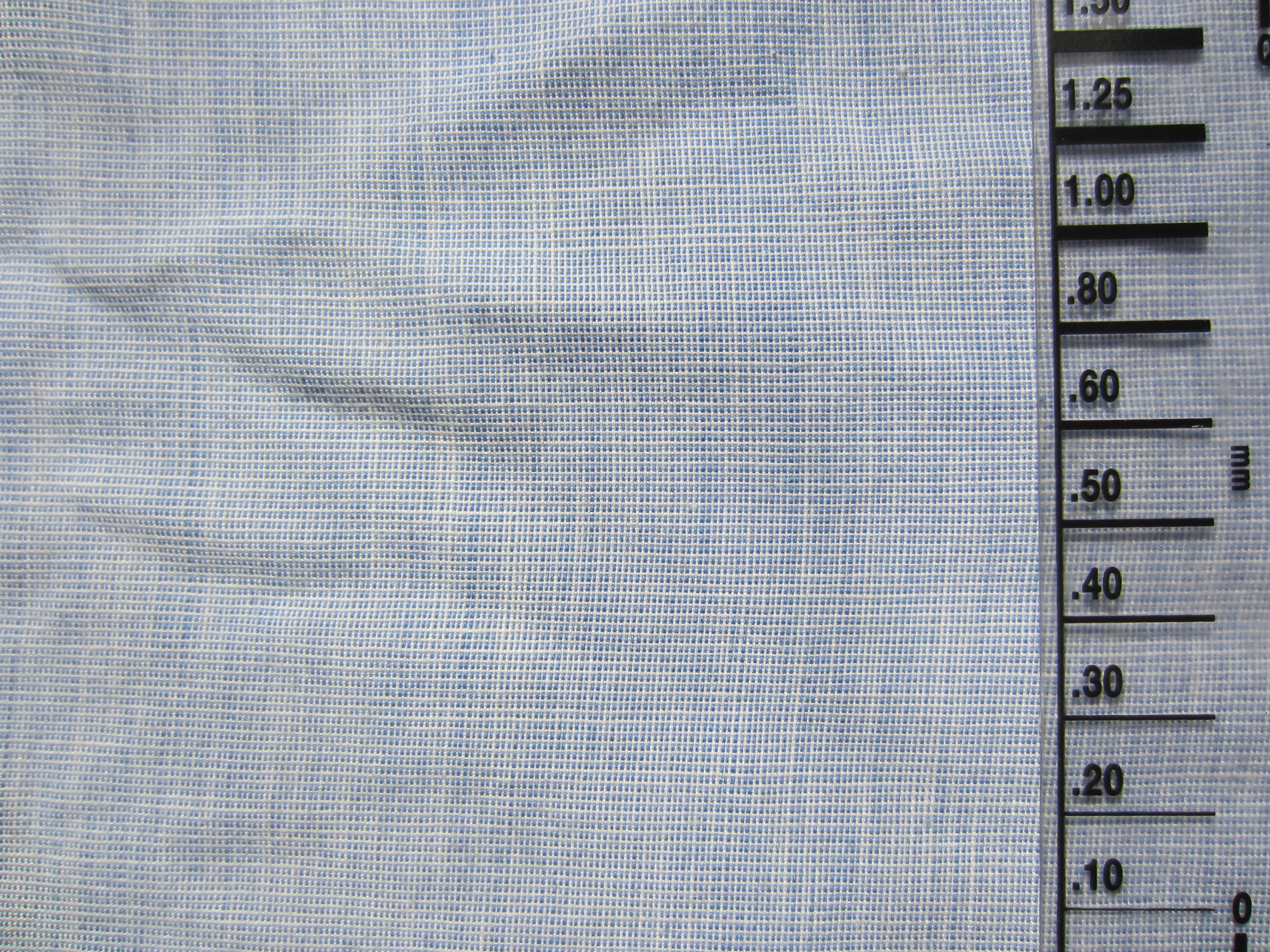
Blauer Fil-à-fil

Das Fil-à-Fil (lateinisch-französisch für „Faden an Faden“, engl. „End-on-End“) ist ein Kleiderstoff mit karoähnlichem Gewebebild.
Es handelt sich um ein Gewebe in Leinwandbindung mit verschiedenfarbigen Fäden, meistens aus Baumwolle und Leinen. Durch den Farbwechsel in der Kette entsteht optisch ein Sprenkeleffekt, z. B. wenn ein heller und ein dunkler Kettfaden sich abwechseln. Der Wechsel kann auch im Schuss vorgenommen werden, wodurch größere Punkte entstehen (auch als „Kaviar“ bezeichnet). Dieser gesprenkelte Schimmereffekt wird auch Changeant-Effekt genannt. Umgangssprachlich wird Fil-à-Fil auch als „Pfeffer und Salz“ bezeichnet.
Bei der Variante Chambray ist der Kettfaden immer weiß, auch wird der Stoff kalandriert. Der Chambray hat dadurch ein leicht glänzendes Aussehen.
Weil es leicht zu bügeln und strapazierfähig ist, wird Fil-à-Fil gerne in der Maßkonfektionierung von Anzügen und Hemden verwendet, aber zunehmend auch im Heimtextilienbereich, z. B. für Bettwäsche. 